# Кућа војводе Петра Бојовића
Кућа војводе Петра Бојовића, једног од наистакнутијих комаданата српске восјке, налази се у Београду, у Трнској улици 25. Због својих архиктетонског и историјског значаја од 1957. године представља непокретно културно добро као споменик културе.
У овој кући Петар Бојовић је живео и радио од 1928. године до своје смрти.
Он је, у заједници са осталим члановима своје уже породице кућу са двориштем купио 1928. године, уложивши своју новчану награду добијену за ратне заслуге.

## Петар Бојовић
Војвода Петар Бојовић (1858—1945), је један од најистакнутијих команданата српске војске у Првом светском рату.
По завршеној Војној академији и након генералштабне припреме био је на разним војним дужностима, једно време и начелник Главног генералштаба. Учествовао је у ратовима 1876—1878, 1885—1886, 1912—1913, а највиши допринос дао је у рату 1914—1918. године. Командовао је Првом армијом, затим је постављен за команданта трупа Нових области. Децембра 1915. године наследио је војводу Путника на положају начелника Штаба Врховне команде. Руководио је реорганизацијом српске војске на Крфу и операцијама 1916. године за освајање Кајмакчалана и Битоља. Од јуна 1918. године поново је командовао Првом армијом при пробоју Солунског фронта.